# شهرستان جبن
ناحیهٔ جبن (به عربی: مدیریة جبن) یک ناحیه در یمن است که در استان ضالع واقع شده‌است.
ناحیهٔ جبن ۵۷٬۸۹۷ نفر جمعیت دارد.